# Тюльмень
Тюльмень — река в России, протекает по Башкортостану и Челябинской области. Устье реки находится в 126 км по правому берегу реки Инзер. Длина реки составляет 62 км.
Система водного объекта: Инзер → Сим → Белая → Нижнекамское водохранилище → Кама → Волга → Каспийское море.

## Данные водного реестра
По данным государственного водного реестра России относится к Камскому бассейновому округу, водохозяйственный участок реки — Сим от истока и до устья, речной подбассейн реки — Белая. Речной бассейн реки — Кама.
Код объекта в государственном водном реестре — 10010200612111100019713.